# میهای پینتیلی
میهای دورو پینتیلی (رومانیایی: Mihai Doru Pintilii؛ زادهٔ ۹ نوامبر ۱۹۸۴) بازیکن فوتبال اهل رومانی است.
از باشگاه‌هایی که در آن بازی کرده‌است می‌توان به استوا بخارست، الهلال عربستان و هاپوئل تل‌آویو اشاره کرد.
وی همچنین در تیم ملی فوتبال تیم ملی فوتبال رومانی بازی کرده‌است.